# Ринек (Мазовецьке воєводство)
Ринек (пол. Rynek) — село в Польщі, у гміні Вонсево Островського повіту Мазовецького воєводства.
Населення — 73 особи (2011).
У 1975-1998 роках село належало до Остроленцького воєводства.

## Демографія
Демографічна структура станом на 31 березня 2011 року:
|          | Загалом | Допрацездатний вік | Працездатний вік | Постпрацездатний вік |
| -------- | ------- | ------------------ | ---------------- | -------------------- |
| Чоловіки | 39      | 13                 | 21               | 5                    |
| Жінки    | 34      | 5                  | 20               | 9                    |
| Разом    | 73      | 18                 | 41               | 14                   |